# Wyspy Salomona na Letnich Igrzyskach Olimpijskich Młodzieży 2010
Wyspy Salomona na Letnich Igrzyskach Olimpijskich Młodzieży w Singapurze w 2010 reprezentować będzie 3 sportowców w 2 dyscyplinach.

## Skład kadry

### Lekkoatletyka
- Noelyn Kukapi
- Stanley Sipolo

### Zapasy
- Teia Mweia - 4 miejsce